# Bureau fédéral du Plan
 (octobre 2011).
Si vous disposez d'ouvrages ou d'articles de référence ou si vous connaissez des sites web de qualité traitant du thème abordé ici, merci de compléter l'article en donnant les références utiles à sa vérifiabilité et en les liant à la section « Notes et références ».
Le Bureau fédéral du Plan (BFP) est un organisme belge indépendant d’intérêt public. Il réalise des études et des prévisions sur des questions de politique économique, sociale, environnementale et leur intégration dans une perspective de développement durable.
Le 25 novembre 2023, le Conseil des ministres a approuvé un projet d'arrêté royal nommant Baudouin Regout comme nouveau commissaire du BFP. 
Le commissaire est assisté par la commissaire adjointe, Saskia Weemaes

## Histoire
Bien que le Bureau du Plan n’apparaisse nommément qu’en 1971, il émane directement du Bureau de Programmation économique qui doit donc être considéré comme son prédécesseur. Ce bureau, créé par arrêté royal en 1959, vise à permettre la définition des objectifs généraux de la politique économique, par exemple, en matière d’investissement, d’emploi, de prix et de salaire. Il est chargé d’étudier les objectifs généraux de la politique économique du gouvernement et de proposer au Comité ministériel de Coordination économique un programme de développement économique comprenant un plan d’investissement et des prévisions économiques.
Le Bureau du Plan, qui lui succède, trouve son origine dans la loi cadre du 21 juillet 1970. Celle-ci prévoit, dans ses premiers articles, la planification dans le but d’assurer dans le cadre de la politique économique, globale et nationale, tant pour l’ensemble du territoire que dans chacune des régions, une expansion maximale économique équilibrée et, dans ce cadre, une constante amélioration en matière d’emplois, de revenus du travail, de pouvoir d’achat, de logements, d’infrastructure et d’équipements. Cette planification englobe le secteur public, les entreprises privées, y compris les sociétés financières et couvre les aspects tant nationaux que régionaux et sectoriels. Elle se traduit en un plan économique quinquennal – une adaptation annuelle restant possible. L’article 6 de cette loi est constitutif de l’institution : il est créé un organisme d’intérêt public dénommé Bureau du plan, chargé d’élaborer le Plan en y intégrant les plans sectoriels et régionaux, et en s’assurant de son exécution à tous les échelons.
L’Arrêté royal du 24 mai 1971 met la loi en application et précise la structure et le fonctionnement du nouveau Bureau du Plan. L’Arrêté précise la forme, les tâches ainsi que la structure de l’institution. Les articles 13 et 14 prévoient le transfert du personnel du Bureau de Programmation économique et abrogent l’Arrêté royal du 14 octobre 1959 constitutif de ce dernier.
En 1994 – dans le cadre de la nouvelle situation politique du pays (quatrième réforme de l’État belge), le Bureau du Plan fait l’objet d’une révision de ses objet, structure et dénomination et devient le Bureau fédéral du Plan. Ces modifications font partie d’une loi fourre-tout et se retrouvent au titre VIII – intitulé Réforme de l’appareil statistique et de prévision du Gouvernement fédéral – du texte législatif.
Toujours établi comme organisme d’intérêt public, le travail du Bureau passe de la planification à l’analyse et à la projection :
- Le Bureau fédéral du Plan est chargé d’analyser et de prévoir l’évolution socioéconomique, les facteurs qui déterminent cette évolution et d’évaluer les conséquences des choix de politique économique et sociale en vue d’améliorer la rationalité, l’efficacité et la transparence.
- Le Bureau fédéral du Plan procède également à des analyses structurelles à moyen et à long terme, principalement dans les domaines économiques, sociaux et environnementaux. […]
- À la demande des Chambres législatives, du Conseil central de l’économie ou du Conseil national du travail, il peut procéder à toute autre forme d’évaluation des politiques économiques, sociales et écologiques arrêtées par l’autorité fédérale.

Tant le personnel que les biens du Bureau du Plan sont transférés au Bureau fédéral du Plan, lequel est également subrogé dans les droits et obligations de l’État, qui sont liés au fonctionnement du Bureau du Plan créé par la loi du 15 juillet 1970 (…). Au niveau de la structure, la Direction régionale disparaît.
À partir de 1994, l’essentiel des évolutions qu’a connu le Bureau fédéral du Plan concerne l’adjonction et la précision des tâches qui lui sont dévolues.

## Rôle

### Missions et activités
La plupart des travaux que réalise le BFP sont définis par des dispositions légales. D’autres font suite à des demandes émanant du gouvernement, des partenaires sociaux et du parlement. Le BFP peut aussi entreprendre des projets de sa propre initiative ou dans le cadre de contrats de recherche conclus avec des tiers.
Les activités du BFP s’articulent autour de quatre axes :
1. Prévisions et projections
  - Prévisions économiques à court terme utilisées par le gouvernement fédéral pour élaborer son budget ;
  - Perspectives à horizon de cinq ans de l’économie belge dans son environnement international. Ces perspectives analysent, notamment, l’avenir des grands secteurs d’activité, de l’emploi et des finances publiques ;
  - Études prospectives à long terme décrivant l'évolution démographique de notre société et évaluant les conséquences financières du vieillissement de la population ;
  - Projections de consommation et de production d’énergie, mais aussi des émissions de gaz à effet de serre.
  - Perspectives de l'évolution des transports.
2. Évaluations
  - Évaluations des effets économiques et sociaux de politiques comme la réduction de cotisations sociales, de chocs comme la hausse des prix du pétrole ou de tendances macroéconomiques ou structurelles comme l’accélération du progrès technique ;
  - Évaluations régulières et intégrées des enjeux et des politiques de développement durable.
3. Recherches 
  - Recherches dans les domaines de la protection sociale (pension, soins de santé, soins de longue durée), de la recherche et du développement, de la régulation et de la globalisation, etc. ;
  - Outils d’aide à la décision en support à la politique fédérale de mobilité et transport ;
  - Recherches sur des thèmes novateurs en association avec des institutions de recherche belges et étrangères, ainsi que des contributions aux travaux des organismes internationaux, en particulier la Commission européenne, l’OCDE et le FMI.
4. Statistiques et modélisations économiques
  - Élaboration de modèles économiques : NIME, NEMESIS, MODTRIM, MALTESE, HERMREG, HERMES, LABMOD, MIDAS, PRIMES, PROMETHEUS, PLANET.
  - Indicateurs économiques, sociaux et environnementaux ainsi que des descriptions statistiques de l'économie belge comme les tableaux d’échanges intersectoriels et les comptes environnementaux ou les comptes du secteur des transports ;

### Domaines d'études
Le BFP élabore des prévisions et procède à une évaluation des politiques menées ou envisagées dans les domaines suivants :
- Prévisions, projections et analyses macroéconomiques
- Économie régionale
- Économie internationale
- Marché du travail
- Finances publiques
- Protection sociale et vieillissement
- Population
- Énergie, transport et mobilité
- Productivité et croissance à long terme
- Régulation et globalisation
- Analyse sectorielles et intersectorielles
- Développement durable

### Publications
Toutes les études du BFP sont publiées, présentées publiquement et largement diffusées. L’ensemble des publications du BFP est disponible sur son site Internet : www.plan.be. 
Les publications récurrentes, qui répondent aux principales missions légales du BFP, sont les suivants :
- Budget économique (Institut des comptes nationaux [ICN]) ;
- Perspectives à moyen terme (BFP) ;
- Perspectives à moyen terme préparatoires au Programme de stabilité du gouvernement (BFP) ;
- Rapport sur le vieillissement (Comité d’étude sur le Vieillissement [CEV]) ;
- Programme national de Réformes (gouvernements) ;
- Études prospectives gaz et électricité (SPF Économie, PME, Classes Moyennes et Énergie - BFP) ;
- Plan de développement du réseau de transport d’électricité (gestionnaire du réseau, SPF Économie,

PME, Classes Moyennes et Énergie - BFP) ;
- Tableaux entrées-sorties (ICN) ;
- Des comptes environnementaux (BFP) ;
- Rapport sur le développement durable (BFP) ;
- Indicateurs de transport, comptes satellites transport et simulations de transport (BFP) ;
- Perspectives de population (BFP – Direction générale de la Statistique et de l’Information économique [DGSIE]) ;
- Tables de mortalité (BFP).

Les organismes et commissions indiqués entre parenthèses sont ceux qui assument la responsabilité finale du produit.

## Liste des commissaires du Bureau fédéral du Plan depuis sa création
- 1959-1966 : Albert Kervyn de Lettenhove
- 1966-1969 : Claude Josz
- 1969-1991 : Robert Maldague
- 1992-2014 : Henri Bogaert
- 2014-2021 : Philippe Donnay
- 2021-2023 : Saskia Weemaes
- 2023-         : Baudouin Regout

## Bases légales
- Loi du 21 décembre 1994 portant des dispositions sociales et diverses.
- Loi du 5 mai 1997 relative à la coordination de la politique de développement durable, modifiée par la loi du 30 juillet 2010.
- Loi du 29 avril 1999 relative à l’organisation du marché de l’électricité et loi du 29 avril 1999 relative à l’organisation du marché du gaz et au statut fiscal des producteurs d’électricité.
- Loi du 5 septembre 2001 portant garantie d’une réduction continue de la dette publique et création d’un fonds de vieillissement.
- Loi du 28 avril 2003 relative aux pensions complémentaires et au régime fiscal de celles-ci et de certains avantages complémentaires en matière de sécurité sociale.
- Loi-programme du 17 juin 2009, modifiée par l’article 2 de la loi-programme du 23 décembre 2009.